# Egzotikus anyag
A fizikában az egzotikus anyag az anyag negatív energiájú formája. Különbözik az antianyagtól, amely pozitív energiájú. Még nem sikerült megfigyelni ilyen anyagot, létezését elméleti alapon feltételezik a fizikusok.
Az egzotikus anyag az anyagtól eltérő, különleges tulajdonságai:
- Olyan részecskék, amiknek különleges fizikai tulajdonságai vannak, amik sértik a fizika jelenleg ismert törvényeit. Ilyen például a negatív tömeg.
- Eddig még nem megfigyelt részecskék, például egzotikus barionok (ezek létezése a jelenlegi ismereteink szerint is lehetséges).
- Az anyag olyan állapotai, amikkel ritkán lehet találkozni, például a Bose–Einstein-kondenzáció és a kvark-gluon plazma.[1] Ezek a tulajdonságok illeszkednek az ismert fizikai törvényekhez.
- Az anyag olyan állapota, amiről keveset tudunk, ilyen például a sötét anyag.

## Képzetes tömeg
Egy elméleti részecske, aminek nyugalmi tömege képzetes szám, mindig a fénysebességnél gyorsabban közlekedik. Az ilyen részecskéket tachionoknak nevezzük. Létezésükre nincs bizonyíték.
{\displaystyle E={\frac {mc^{2}}{\sqrt {1-v^{2}/c^{2}}}}}
Ha a nyugalmi tömeg képzetes, az azt jelenti, hogy a nevező képzetes, mert a teljes energia megfigyelhető és ezért valós szám. Ezért a gyökjel alatt negatív számnak kell lennie, ami csak úgy lehetséges, ha a v sebesség nagyobb, mint a fénysebesség.
Gregory Benford fizikus és munkatársai megjegyzik, hogy a speciális relativitáselmélet szerint a tachionokkal (ha léteznek), lehetséges a kommunikáció az időben visszafelé.

## Fordítás
- Ez a szócikk részben vagy egészben  az   Exotic matter című angol Wikipédia-szócikk ezen változatának fordításán alapul.  Az eredeti cikk szerkesztőit annak laptörténete sorolja fel. Ez a jelzés csupán a megfogalmazás eredetét és a szerzői jogokat jelzi, nem szolgál a cikkben szereplő információk forrásmegjelöléseként.